# Cove Gap (Virginia Occidental)
Cove Gap es un área no incorporada ubicada dentro del Distrito Stonewall, una división civil menor del condado de Wayne (Virginia Occidental), Estados Unidos. Está catalogada como un asentamiento humano por la Junta de Nombres Geográficos de los Estados Unidos.
El número de identificación (ID) asignado por el Servicio Geológico de Estados Unidos es 1537725.

## Geografía
Se encuentra a una altitud de 268 metros sobre el nivel del mar (879 pies) según el conjunto de datos de elevación nacional.